# Liste der Kulturdenkmale in Sandweiler
In der Liste der Kulturdenkmale in Sandweiler sind alle Kulturdenkmale der luxemburgischen Gemeinde Sandweiler aufgeführt (Stand: 17. September 2022).

## Kulturdenkmale nach Ortsteil

### Findel
| Bild          | Bezeichnung   | Lage                        | Beschreibung | Stufe | Eingetragen seit |
| ------------- | ------------- | --------------------------- | ------------ | ----- | ---------------- |
| großer Hangar | großer Hangar | Flughafen Luxemburg (Karte) |              | PCN   | 6. Dezember 2018 |

### Sandweiler
| Bild           | Bezeichnung                              | Lage                    | Beschreibung | Stufe | Eingetragen seit |
| -------------- | ---------------------------------------- | ----------------------- | --- | ----- | ---------------- |
| Weitere Bilder | Birelerhof mit Gebäuden und Grundstücken | zum Birelerhaff (Karte) | Der Adlige Gonzelon de Lossignon errichtete ab 1378 den Birelerhof mit einem Wohnhaus und einem Taubenschlag. Die heutigen Gebäude wurden im 18. Jahrhundert errichtet. Nach der Französischen Revolution wurde das Anwesen eingezogen und an Privatpersonen verkauft. Im Jahr 2009 kaufte der luxemburgische Staat das Anwesen. Im Jahr 2018 beschloss das Finanzministerium, Teile des Zolls und deren Hundegespanne auf dem Hof unterzubringen und begann 2020 eine Sanierung. Das Anwesen besteht aus zwei Reihen von Wohn und Wirtschaftsgebäuden mit einem großen Grundstück, das von einer Mauer umgeben ist. Im Zentrum des Hofes steht ein mächtiger Taubenturm mit Brunnen. | PCN   | 7. Dezember 2001 |
| Weitere Bilder | Dreifaltigkeitskirche                    | rue Principale (Karte)  | Die barocke Sandweiler Kirche wurde 1758/59 errichtet und schon 1876 erweitert. Erst 1906 bekam die Dreifaltigkeitskirche auch eine Orgel der Gebrüder Müller, die 1931 von der Firma Haupt aus Läntgen elektrifiziert wurde. Die Kirche mit fünf Fensterachsen wird von einem ⅝-Chor mit Rundfenstern in den Seitenwänden abgeschlossen. | IS    | 4. Mai 1971      |

Legende: PCN – Immeubles et objets bénéficiant des effets de classement comme patrimoine culturel national; IS – Immeubles et objets inscrits à l’inventaire supplémentaire

## Quelle
- Liste des immeubles et objets beneficiant d’une protection nationales, Nationales Institut für das gebaute Erbe, Fassung vom 12. September 2022, S. 113 (PDF)